# قيزيل بك شارالوقا (قازبك)
 قيزيل بك شارالوقا من أعلام الجهاد الشركسي الخالد في شمال القوقاز وهو أحد قادة الشابسوغ العظام، اسمه الحقيقي قيزيل بك (كيزيلبيتش) شار الوقا (شيريتلوقه) ولقبه أسد شركيسيا. وقد ورد اسمه غوزبك في كتاب أباطرة وأبطال للدكتور شوكت المفتي ولقّبه بأسد غرب القوقاس. كما أثبتت الأبحاث الحديثة أن قيزيل بك هو نفسه قازبك بطل رواية الشاعر الروسي ليرمنتوف بطل من زماننا.

## حياته
وُلد المجاهد عام1777م وفق بعض التقادير وفي عام 1795م وفق تقادير أخرى حديثة، في قرية بيآناش على ضفاف نهر أدغوم في منطقة الشابسوغ الشركسية على ساحل البحر الأسود، وبدأ جهاده البطولي الذي خاضه ضد القوات الروسية المعتدية منذ عام 1820م.

## صفاته
امتاز قيزيل بك بطول قامته وزرقة عينيه وامتاز بشجاعته وطيبته وقوته ومهاراته القتالية وكفائته القيادية التي كانت لا تقلُّ عن مهارات وكفاءة البطل المجاهد حاج مراد في الجناح الشرقي للقوقاس على جبهتي الداغستان والشيشان، حتى أصبح بطلًا قوميًا ذائع الصيت واكتسب لقب أسد غرب القوقاز أو أسد شيركيسيا تقديرًا لبطولاته وكفائته العسكرية.

## جهاده
كان يستطيع تجنيد بضعة آلاف من المجاهدين الشراكسة الذين وثقوا بحسن قيادته وكانوا مستعدين دائمًا للجهاد معه ضد الروس في الساعة التي يرتئيها مناسبة لذلك.
وقد بدأ المجد العسكري للمجاهد ولمع اسمه كقائد فذّ بعد انتصاره على القوات الروسية البالغة 14.000 الف جندي والتي تحرّكت لاحتلال موقع آبين الاستراتيجي. وكان تعداد القوة الشركسية التي يقودها المجاهد قيزيل بك 1.700 فارس فقط. وقد كانت نتيجة المعركة قتل 6.000 جندي روسي وإيقاف التقدم الروسي إلى موقع آبين والمحافظة على الجزء الشمالي الغربي من القوقاز من الوقوع بأيدي الروس.
أستشهد أبنه وهو بعد فتى يافع وهو يحاول إنقاذ أبيه من كمين للعدو الروسي وقع فيه حيث نجى الأب من الكمين بوصول نجدة شركسية فكت الحصار عنه ولكن الفتى البطل كان قد سقط شهيدا.
في شهر أغسطس 1837م استطاع قيزيل بك على رأس قوته الشركسية إلحاق هزيمة أخرى كبيرة بالقوات الروسية المكونة من 6.000 جندي حاولوا التقدم ثانية إلى مواقع آبين ونيقولايفسك حيث جرت المعركة عند نهر توبيس. وتمّ قتل أعداد كبيرة من الروس ولاذ الآخرون بالفرار واستعاد الشراكسة ممتلكات كان الروس قد اغتصبوها منهم كما غنموا منهم مدافع روسية كثيرة.
وفي 12 فبراير 1840م قاد المجاهد قيزيل بك قواته من فرسان الشابسوغ ليشارك مع بقية القادة المجاهدين أمثال حاوتقوه منصور وشروخ يقوه تغوج وغيرهما، في احتلال قلعة واية على البحر الأسود، ثم احتلال حصن طوابسة، ثم احتلال قلعة شابس، التي خسر الشراكسة في احتلالها 350 شهيدًا نتيجة نسف الروس للقلعة وانفجار مخزن البارود فيها ورغم ذلك فقد تمّ اسر 500 جندي روسي وقتل المئات منهم كذلك.

## وفاته
توفي البطل المجاهد قيزيل بك مُستشهدًا بتاريخ 29 فبراير 1840م نتيجة جراح كان قد أصيب بها خلال إحدى معاركه الضارية ضد المحتلين الروس. وقد كانت لديه ست إصابات قاتلة مختلفة في ذلك الوقت. وتذكر بعض المصادر الأخرى أنه قُتل في المعركة، بينما تشير مصادر أخرى إلى أن وفاته كانت في 12 ديسمبر 1839 أو 12 مارس 1840.

وقبل وفاته، ألقى خطابًا قال فيه:
"أنا راضٍ عن الحياة التي عشتها. ما شهدته هنا اليوم هو شرف عظيم وسعادة لا توصف بالنسبة لي. ان شاء الله ، فإن العمل الذي بدأناه لن يبقى ناقصًا. حياتي لم تذهب هباءً. لقد اتحد الشركس، وأصبحوا قلبًا واحدًا، ويدًا واحدة. النصر الذي حققناه هنا اليوم هو من أعظم الانتصارات. ويشرفني أنني قاتلت بسيفي في هذا النصر العظيم. لقد فعلت كل ما بوسعي. لقد حان وقتي. دون أن أتراجع عن قضيتي، أنا ماضٍ للقاء الله شهيدًا. البحر مالح، ولكن السمكة التي تعيش فيه لا تجد في جسدها ذرة ملح. فلا تنخدعوا بزينة الدنيا وتخطئوا. سيبذلون كل ما في وسعهم ليضللوكم(الروس) ، سيعرضون عليكم الثروات والممتلكات. يجب أن نعيش ديننا وعاداتنا بطهارة، دون أن نتخلى عن الوضوء أو الصلاة. فهم سيضمنون لنا العيش كأمة . وإذا احتُلَّت أراضينا من قبل الكفار، فلن تتحقق قضيتنا المقدسة. أنتم ترون ما آلت إليه حياة إخوتنا الذين خُدعوا بالكفار؛ طمعوا في الدنيا وتركوا الله. لا تخافوا الموت، فإنه آتٍ لا محالة للجميع."

## الحياة الخاصة والعادات
وُلِد قيزيل بك في عائلة مكوّنة من سبعة أطفال. وفي سنواته الأخيرة، شهد مقتل أبنائه في الحرب. كان مسلمًا ، وقد أدّى فريضة الحج إلى مكة. وذكر المغامر البريطاني جيمس بيل أن قيزيل بك كان يحب الموسيقى، كما تشير بعض المعلومات إلى أنه كان يحب الرقص ويتمتع بصوت غنائي جميل. وتفيد المصادر بأن القيصر الروسي أراد الحصول على صورة لقيزيل بك وحاول شراؤها، لكن قزيل بك رفض ذلك.